# Ернст Баух
Ернст Баух (нім. Ernst Bauch) — німецький військовик часів Другої світової війни, звання СС Унтершарфюрер (SS — Unterscharfuhrer). Добровільно пішов на співпрацю з німецьким урядом і був направлений до військ СС.
Баух Ернст народився в Берліні 30 квітня 1911 року. Розпочав свою кар'єру в нацистських органах: Центр евтаназії «Бернбург» та Центру евтаназії «Зонненштайн». Згодом його вже було направлено до СС підрозділу табору «Собібор».
Опісля війни його було звинувачено у причетності до воєнних злочинів за часів Другої світової війни. Та існують сумніви в ймовірності його віднайти, оскільки в 1942 році Баух Ернст вчинив самогубство (за словами ще одного SS-Angehörige табору Собібор — Френзеля), але ці дані не підтвердилися документально. Тоді як СС Унтершарфюрер Баух, як досвідчений табірний керівник, з'являється в 1943 році начальником трудового табору Poniatowa Labour Camp. Інших даних про Унтершарфюрера Бауха невідомо.